# 維澤島

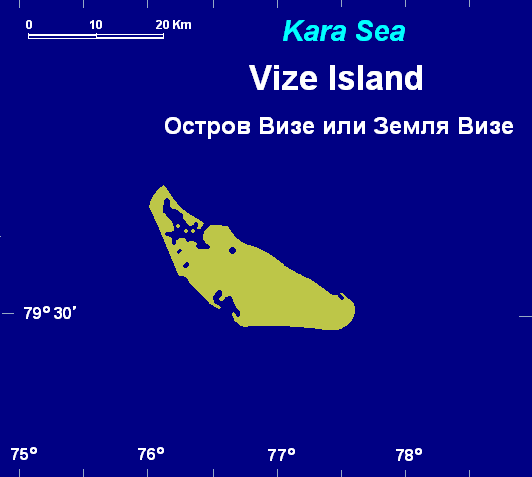
維澤島

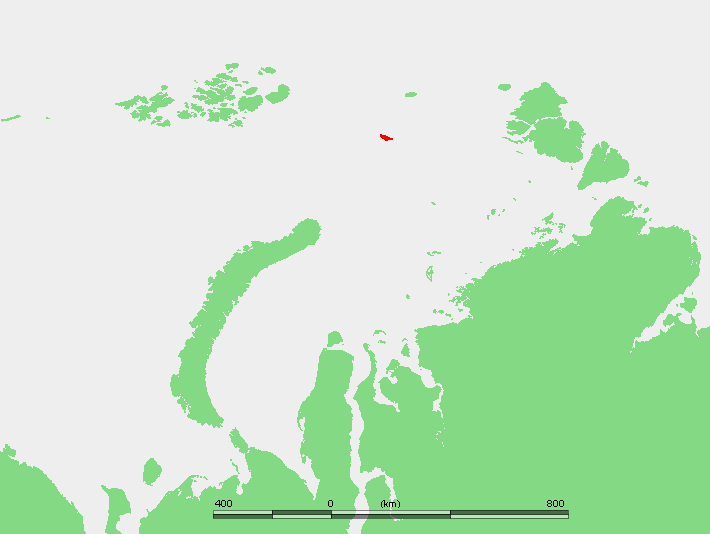
維澤島位置

維澤島（俄语：Остров Визе），是俄羅斯的島嶼，位於法蘭士約瑟夫地群島和北地群島之間的北冰洋，是喀拉海的北端，北面140公里有烏沙科夫島，座標79°30′N 76°54′E / 79.500°N 76.900°E，由克拉斯諾亞爾斯克邊疆區負責管轄，面積289平方公里，地勢平坦，最高點海拔30米。

## 外部連結
- Picture of a radiogram from airplane H425 to the polar base at Vize Island:  （页面存档备份，存于）

79°18′00″N 76°32′24″E / 79.30000°N 76.54000°E